# حسین میرممتاز
حسین میرممتاز سیاست‌مدار ایرانی بود، که در  دوره ششم  بعنوان نماینده مشهد در مجلس شورای ملی حضور داشت.

## زندگی
حسین میرممتاز در سال ۱۳۰۵ در دوره ششم مجلس شورای ملی به نمایندگی مشهد انتخاب شد و به تهران رفت. برای راهیابی به دوره بعدی مجلس از همشهریان و دوستان متنفذش که از اطرافیان تیمورتاش بودند یاری خواست اما ناکام ماند. عبدالله یاسایی نماینده سمنان و دامغان که به تیمورتاش نزدیک بود به او گفت: «شما به درد وکالت این دوره نمی‌خورید، هر وقت مشیرالدوله روی کار آمد، شما باید وکیل بشوید زیرا از تیپ او هستید». سرانجام احتمالاً به کمک دوست نزدیکش، شاهزاده شیخ الرئیس افسر در آغاز سال ۱۳۱۰ حاکم چهار محال و بختیاری شد. سپس در ۱۳۱۳ حاکم لارستان شد که در ۱۳۱۵ به سوءاستفاده مالی و اختلاس متهم و در شیراز ساکن شد. با دختر بنان الملک شیرازی وصلت کرد که سر نگرفت به جدایی انجامید. در همان سال حاکم فیروزآباد فارس شد و تا ۱۳۲۰ در این سمت ماند.
یادداشتهای شخصی میرممتاز در فصلنامه مطالعات تاریخی منتشر شده‌است.